# 脱别歹
脱别歹（?—?），元朝大臣，又作脱列台，元顺帝时中书平章政事。
元文宗时，脱别歹担任知枢密院事。至顺元年（1330年），出任陕西行台御史大夫，至顺二年（1331年），再次担任知枢密院事，改任御史大夫。元顺帝元统二年（1334年），担任中书省平章政事。元统三年（1335年），罢职。